# مؤثر مساعد ذاتي
في الرياضيات، مؤثر المساعد الذاتي (بالإنجليزية: Self-adjoint operator)‏ على فضاء متجهي عقدي لا نهائي الأبعاد V مع الجداء الداخلي {\displaystyle \langle \cdot ,\cdot \rangle } (بالتساوي، مؤثر هيرميتي (بالإنجليزية: Hermitian operator)‏ في حالة ذات أبعاد محدودة) هو تحويل خطي A (من V إلى نفسه) وهو النقطة المرافقة له.